# Dendrogaster astropectinis
Dendrogaster astropectinis is een kreeftachtigensoort uit de familie van de Dendrogastridae. De wetenschappelijke naam van de soort is voor het eerst geldig gepubliceerd in 1931 door Yosii.